# Islanda ai Giochi della XVII Olimpiade
L'Islanda partecipò ai Giochi della XVII Olimpiade che si sono svolti a Roma dal 25 agosto all'11 settembre 1960, con una delegazione di 9 atleti impegnati in due discipline: atletica leggera e nuoto. Portabandiera alla cerimonia di apertura fu Pétur Rögnvaldsson, che gareggiò nei 110 ostacoli.
Fu la settima partecipazione di questo paese ai Giochi estivi. Non furono conquistate medaglie.